# Mengeš

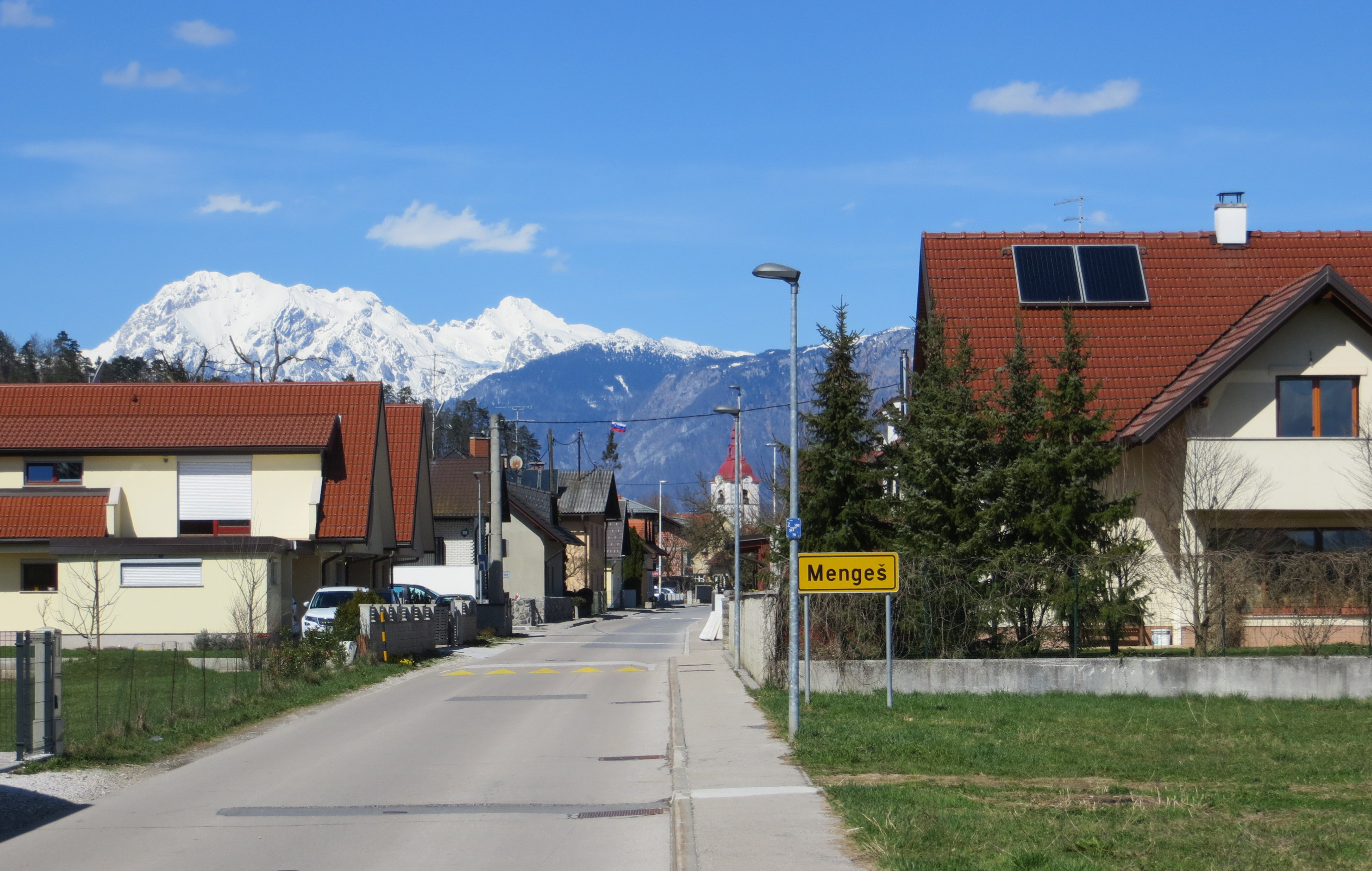
Mengeš

Die Stadt Mengeš (deutsch Mannsburg) ist der Hauptort und Verwaltungssitz der Gemeinde Mengeš in der Region Gorenjska in Slowenien, nördlich von Ljubljana.

## Geschichte
Die Kleinstadt Mengeš wird auch die Stadt der Musik genannt. In der ehemaligen Fabrik Melodija Mengeš wurden Harmonikas hergestellt. Diese Fabrik wurde vom bekannten Instrumentenbauer Josef Fleiß gegründet. Auch nach der Schließung werden weiterhin diese Instrumente in kleinen Handwerksbetrieben hergestellt.